# Casuarina (navire)
Pour l’article homonyme, voir Casuarina.
 (décembre 2023).
Si vous disposez d'ouvrages ou d'articles de référence ou si vous connaissez des sites web de qualité traitant du thème abordé ici, merci de compléter l'article en donnant les références utiles à sa vérifiabilité et en les liant à la section « Notes et références ».
Le Casuarina est une goélette de trente tonnes et vingt-neuf pieds de long, fabriquée en bois de casuarina.

## Historique
En 1803, elle est achetée par l'explorateur français Nicolas Baudin à Port Jackson, en Australie, pour permettre une reconnaissance précise de la côte australienne par les géographes ayant pris part au voyage d'exploration scientifique dont il était le commandant, l'expédition Baudin.
Elle est abandonnée à l'île de France sur le chemin du retour en Europe.

## Postérité
La ville homonyme d'Australie-Occidentale tire son nom du navire.